# Жуковський Владислав Владиславович
Владислав Владиславович Жуковський (22 жовтня 1860 — 12 вересня 1916) — підприємець, депутат Державних дум II та III скликань від Петроковської губернії.

## Біографія

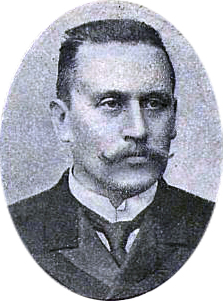
В. В. Жуковський, 1907

Польський дворянин. 1878 року випускник Немирівської гімназії. Після закінчення гімназії кілька років навчався на математичному факультеті Варшавського університету, але 1882 перейшов на навчання в Санкт-Петербурзький гірничий інститут. Навчатися в Гірничому інституті Жуковському було важко, ймовірно, в основному через обмежені матеріальні обставини. У березні 1883 року він був відрахований через невідвідування лекцій, але 28 липня цього року зарахований знову. 23 вересня 1883 року на підставі його заяви йому видано допомогу на обмундирування (60 руб.). Надалі Жуковський звертався ще 6 разів із проханням видачі допомоги (останній раз на 5-му курсі 30 вересня 1886 року), усього за роки навчання він отримав 7 допомог, загальна сума яких становила 245 рублів. 1887 року Жуковський закінчив Гірничий інститут.
Ще під час навчання Жуковський підробляв, публікуючи статті в Санкт-Петербурзькому польськомовному журналі «Kraj» (Країна), що виходив за редакцією В. Д. Спасовича. У 1887—1895 роках він входив до складу редакційної колегії цього видання. Деякий час після закінчення інституту журналістика була основним заняттям Жуковського, лише 1890 році він записав у щоденнику, що «центр тяжкості матеріального існування пересувається потроху з редакції „Краю“ на ґрунт додаткових доходів».
Після закінчення інституту був направлений у розпорядження Сосновицького товариства кам'яновугільних копій, копалень і заводів, а в 1891 році став членом правління цього товариства. Підприємець у галузі гірничої промисловості у Домбровському районі. Голова з'їзду гірничопромисловців Царства Польського. Починаючи з 1892 року, службовець Товариства Брянських металургійних заводів, у 1896—1905 роках член його правління. Не пізніше 1895 року призначений головним інженером, в 1896 році став директором і служив на цій посаді до 1905 року.
У 1898 році Санкт-Петербурзька Постійна дорадча контора залізозаводчиків направила Жуковського до Німеччини та Австрії для вивчення питання взаємовідносин роботодавців із робітниками. Під час цього відрядження Жуковський гостро зацікавився актуальними соціально-економічними проблемами. І незабаром після повернення залишив украй вигідне в матеріальному відношенні місце служби на Брянських заводах.
У 1901 році один із засновників Північного банку. У ті роки був головою Правління Петербурзького товариства страхування, став членом Правління Першого товариства під'їзних шляхів у Росії, перебував у Раді Азовсько-Донського банку.
Став одним із організаторів Російсько-англійської торгової палати, починаючи з 1909 року увійшов до її Постійної ради. Товариш голови Ради з'їздів представників промисловості та торгівлі. З 1904 року член Ради у справах гірничозаводської промисловості при Міністерстві землеробства та державних майн.
У березні 1905 року висловив думку про необхідність об'єднання представницьких організацій промисловців та створення постійного органу такого об'єднання. У 1906 році один із засновників ради З'їздів представників промисловості та торгівлі (ЗППіТ), із 1906 по 1915 роки член ради ЗППіТ та Комітету ради ЗППіТ. Опублікував кілька робіт з проблем гірничої промисловості та інших питань економічного життя. Річний дохід становив 20 тисяч карбованців. У 1905 році придбав маєток Лази в Келецькій губернії площею 300 десятин. Одружений.
6 лютого 1907 року був обраний до Державної думи II скликання від загального складу виборщиків Петроковських губернських виборчих зборів. Увійшов до складу Польського кола. Був членом думської комісії з виконання державного розпису доходів і видатків та бюджетної комісії. Обраний головою фінансової комісії думи. Виступив із доповідями від імені фінансової комісії щодо законопроекту «Про стягнення податку з міських нерухомих майн» та від імені бюджетної комісії. Під час обговорення державного бюджету висунув звинувачення в економічній експлуатації Царства Польського Російським урядом.
19 жовтня 1907 року був обраний до Державної думи III скликання загального складу виборщиків Петроковських губернських виборчих зборів. Знову увійшов до складу Польського кола, з 1908 його голова. Перебував у думських бюджетній комісії, комісії про торгівлю та промисловість, фінансовій комісії та в комісії з виконання державного розпису доходів і витрат. Виступив із доповідями від імені комісії з виконання державного розпису доходів та видатків, бюджетної комісії, комісії про торгівлю та промисловість та фінансової комісії думи. Поставив свій підпис під законопроектами «Про введення земства в Сибіру», «Про заснування землевпорядних комісій у степових областях», «Про відміну смертної кари». Виступав за введення в Царстві Польському нових Законів про страхування робітників від нещасних випадків та про їхнє пенсійне забезпечення, також виступав із думської трибуни за незалежність Царства Польського за збереження економічної орієнтації Польщі на Росію. Припускав, що Царство Польське повинно мати вихід до Балтійського моря і мати Кенігсберг і Данциг.
У 1909 році був одним із засновників Російсько-англійської торгової палати. Наприкінці терміну повноважень депутата III Державної думи втратив підтримку Національно-демократичної партії через розбіжності з керівництвом. У 1910 Жуковському присвоєний чин статського радника.
Починаючи з 1911 року товариш голови ради З'їздів представників промисловості та торгівлі (ЗППіТ), у 1915—1916 роках фактичний голова ради ЗППіТ, у 1912—1914 роках товариш голови 6-8-го ЗППіТ. Організував підготовку та видання збірки «Промисловість та торгівля у законодавчих установах» (випуск 1-3, 1912—1914).
Під час виборів до IV Державної Думи самостійно висунув свою кандидатуру у виборщики, але обраний не був. У 1910—1914 роках виступав із лекціями у Краківській вищій школі політико-економічних наук про промисловий розвиток Польщі, у 1910—1916 роках. читав лекції у Вільному економічному товаристві про російські фінанси та промисловість. Опублікував низку робіт із питань економіки. Агітував за широке залучення іноземного капіталу в російську економіку, скорочення державного сектора за допомогою передачі у приватні руки державних земель, лісів, надр, казенних монополій, ратував за державну регламентацію підприємницької діяльності, за переорієнтування державного бюджету на доходи від прямих податків. Виділяв важливу роль робітничому законодавству, пропонував підприємцям взяти частину витрат за поліпшення життя робітників на себе.
У відповідь на заяви головнокомандувач російської армії великого князя Миколи Миколайовича Романова від 14 серпня 1914 року, підписав телеграму подяки, у ній серед іншого, проголошував, що кров із синів польського народу пролита разом із кров'ю синів Росії у боротьбі із спільним ворогом нового життя, миру та дружби між двома слов'янськими народами. У перші роки Першої Світової війни розробив схему військово-промислових комітетів і спільно з М. С. Авдаковим та Н. Н. Ізнаром став на чолі роботи з організації Центрального військово-промислового комітету, товариш голови цього комітету. У 1914—1916 роках голова Петроградського товариства допомоги жертвам війни, у 1914—1918 році один із творців Товариства опіки над біженцями. У 1916 році почав розробляти план демілітаризації російської промисловості, для чого організував та очолив спеціальну комісію ради ЗППіТ. Перебував і був керівником у кількох благодійних організаціях, у тому числі був членом Комітету з надання допомоги жертвам воєнних дій імені великої княжни Тетяни. Став одним із засновників Польського товариства допомоги жертвам війни. В 1915 році був членом польського Центрального цивільного комітету в Російській імперії. Опублікував ряд статей та брошур про політичні та економічні проблеми в Царстві Польському.
Помер 30 серпня (12 вересня) 1916 року у Петрограді. У 1925 році його останки були перенесені на батьківщину і похований на варшавському цвинтарі Старі Повонзки (ділянка 190, ряд 1, № 28).

## Родина
- Дружина (з 1899, Вільнюс, парафія Св. Іоанна) — Ядвіга уроджена Яловецька (1875—1951)[10], дочка інженера, депутата Державної думи I скликання від Віленської губернії Б. А. Яловецького.
  - Дочка — Ядвіга в одруженні Соснковська (1901—1993), одружена з Казімежем Соснковським[11]
  - Дочка — Тереза (1905—1968), одружена (близько 1920) за Тадеушем Липковським (1905—1954)[10], потім заміжня (18.01.1922) за Ришардом Свентоховським[pl] (1882—1941), сином письменника Олександра Свентоховського. Ришард загинув в Освенцимі.

## Твори
- Значение торгового договора с Германией для русской горной промышленности, СПб., 1894;
- Пересмотр железнодорожных тарифов на провоз каменного угля в 1895 г. СПб., 1896.
- Bilans handlowy Królestwa Polskiego (Торговый баланс Царства Польского)
- Dochody i wydatki państwowe w Królestwie Polskiem (Доходы и расходы государства в Царстве Польском)

### Рекомендовані джерела
- Brzoza Cz. , Stepan K. Poslowie polscy в Parlamentі Rosyjskim, 1906—1917: Slownik biograficzny. Warszawa, 2001.
- Пам'яті Владислава Владиславовича Жуковського. Пг. , 1917. З. 7.

### Архіви
- Російський державний історичний архів. Фонд 1278. Опис 1 (2-й скликання). Справа 154; Справа 559. Аркуш 2, 3; Опис 9. Справа 2